# Bathydraco joannae
Bathydraco joannae е вид бодлоперка от семейство Bathydraconidae. Видът не е застрашен от изчезване.

## Разпространение и местообитание
Разпространен е в Антарктида, Буве, Фолкландски острови и Френски южни и антарктически територии (Кергелен).
Среща се на дълбочина от 430 до 1800 m, при температура на водата от 0,2 до 2,3 °C и соленост 34,3 – 34,7 ‰.

## Описание
На дължина достигат до 20 cm.